# Atlacomulco (region)
Atlacomulco (spanska: Región II Atlacomulco) är en region i delstaten Mexiko. Den gränsar till delstaten Hidalgo i norr, regionerna Cuautitlán Izcalli och Naucalpan i ost, regionerna Lerma, Ixtlahuaca och Valle de Bravo till syd och delstaterna Michoacán och Querétaro till väst. 
Regionen var en av de åtta först bildade regionerna i delstaten. Sedan dess har den krympt, men är fortfarande delstatens största region sett till yta.

## Kommuner i regionen
Dessa tretton kommuner ingår i regionen (2020).
- Acambay de Ruíz Castañeda
- Aculco
- Atlacomulco
- Chapa de Mota
- El Oro
- Jilotepec
- Jocotitlán
- Morelos
- Polotitlán
- San José del Rincón
- Soyaniquilpan de Juárez
- Temascalcingo
- Timilpan
- Villa del Carbón